# Glavatičevo
Glavatičevo ist ein Ort in der Verbandsgemeinde Konjic im Zentrum von Bosnien und Herzegowina. Es gehört seit dem Bosnienkrieg zur Föderation Bosnien und Herzegowina und befindet sich im Tal der oberen Neretva am linken Ufer des Flusses, etwa 30 Kilometer südöstlich der Stadt Konjic.

## Lage

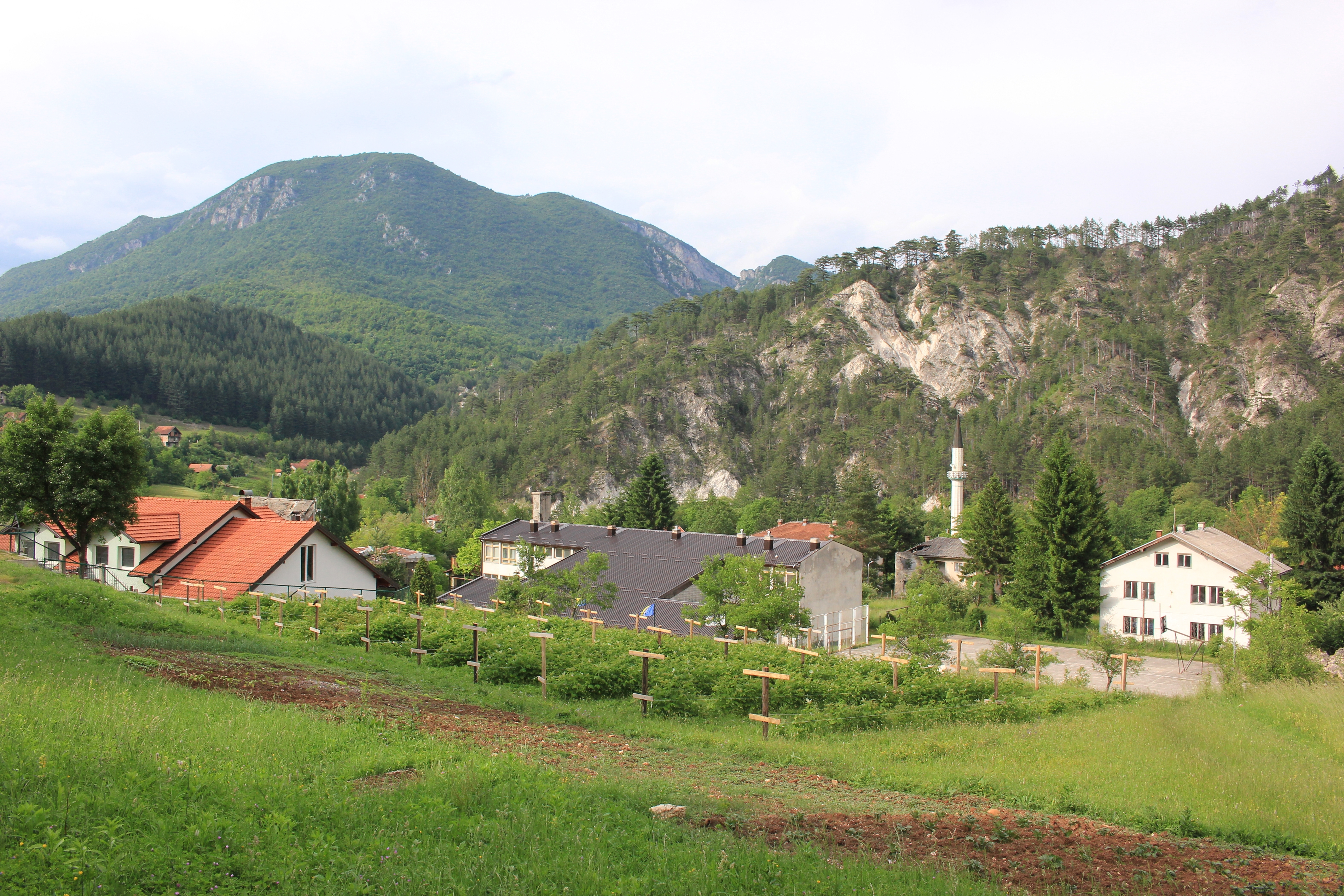
Blick auf Glavatičevo

Der Ort liegt am weitgehend naturbelassenen Oberlauf der Neretva, die oberhalb und unterhalb von Glavatičevo Canyons bildet. Etwas nördlich befindet sich der Eingang zum Canyon der Rakitnica, einem der tiefsten auf der Balkanhalbinsel. Westlich von Glavatičevo befindet sich das Gebirge Prenj, im Nordosten die Visočica. Aufgrund seiner geographischen Lage ist der Ort ein lokales Tourismuszentrum vor allem für Wassersportler und Wanderer.
Direkt südlich des Ortes verläuft die Entitätengrenze zur Republika Srpska, die weitgehend der ehemaligen Frontlinie im Bosnienkrieg entspricht. In der Umgebung des Ortes finden sich in allen Richtungen noch zahlreiche ungeräumte Minenfelder.
In der Umgebung von Glavatičevo, dem sogenannten Župa-Tal, finden sich zahlreiche Stećci, so zum Beispiel in der Nekropole des Ortes Ribari etwa drei Kilometer nördlich von Glavatičevo.

## Infrastruktur
Durch den Ort verläuft die Straße R436 von Konjic nach Kalinovik. Der Abschnitt zwischen Odžaci östlich von Glavatičevo und Kalinovik ist noch nicht asphaltiert (Stand: 2018).
Oberhalb von Glavatičevo, am bisher naturbelassenen Lauf der Neretva, sind zwei große Wasserkraftwerke geplant. Aufgrund von Finanzierungsschwierigkeiten und Protesten von Anwohnern und Naturschützern liegen die Planungen jedoch seit 2010 auf Eis.

## Bevölkerung
Laut Volkszählung 2013 hatte Glavatičevo 194 Einwohner. Zur letzten Zählung vor dem Bosnienkrieg 1991 waren es mit 547 Einwohnern noch fast dreimal so viele, davon bezeichneten sich damals 383 als Bosniaken (70 %), 76 als Kroaten (13,9 %) und 70 als Serben (12,8 %). 18 Einwohner zählten sich als Jugoslawen oder Angehörige anderer Gruppen (3,3 %).